# Brzesko
Brzesko este un oraș în județul Brzesko, Voievodatul Polonia Mică, cu o populație de 16.828 locuitori (2008) în sudul Poloniei.
Acesta se află la aproximativ 25 de kilometri la vest de Tarnów și 50 de kilometri est de capitala regională Cracovia. Odată cu reorganizarea administrativă din Polonia  (în 1999), Brzesko a devenit capitala administrativă a judetului Brzesko în voievodatul Polonia Mică. Înainte de reorganizare a fost parte din Voievodatul Tarnow (1975-1998).
În 2008, populația sa a fost de 16.828 locuitori. Istoric, 
de la fondarea ei în 1385 orașul a aparținut mai multor țări.
Fabrca de bere Okocim, fondat de Jan Goetz în 1845, este situat în apropierea Okocim (la 3 km).
Brzesko se află pe râul Uszwica, de-a lungul unui important traseu de cale ferată de la Cracovia la Przemyśl și de-a lungul drumului european E40. Orașul are o biserică din secolul al XIV-lea Sf. Iacob, și palatul din sec. al XIX-lea al familiei Goetz (fondatorii Fabricii de bere Okocim). Alte clădiri istorice au fost distruse în războaie, sau arse în incendii, cum ar fi marele incendiu din 1904. Numele Brzesko, vine probabil de la cuvântul Brzeg (mal), pentru că orașul este situat pe malul unui râu.

## Personalități născute aici
- Jerzy Nowak (1923 - 2013), actor.